# Stanisław Pilarski
Stanisław Pilarski ps. Zew ur. 15 marca 1918 w majątku Zalesie (gmina Kojdanów, ziemia mińska), zm. 28 kwietnia 1993 w Radomiu. Oficer AK Zgrupowania Stołpecko-Nalibockiego.

## Życiorys
Urodził się w kresowej rodzinie ziemiańskiej. W 1939 r. ukończył Korpus Kadetów Nr 1 im. Marszałka Józefa Piłsudskiego we Lwowie. W czasie II wojny światowej walczył w Zgrupowaniu Stołpecko-Nalibockim AK, którego dowódcą został później cichociemny mjr Adolf Pilch. Przeszedł szlak bojowy oddziału z Puszczy Nalibockiej do Puszczy Kampinoskiej. Walczył w powstaniu warszawskim. Awansował do stopnia podporucznika. Po wojnie osiadł w Radomiu. Piastował kierownicze stanowisko w Przetwórni Owocowo-Warzywnej w Radomiu. Bezpartyjny.

## Rodzina
Jego żona, Wanda z Wojciechowiczów Pilarska, była łączniczką AK (ps. Iwonka). Rodzice dwójki dzieci (Anny i Jerzego).
Jego bratem jest muzykolog i polityk Bohdan Pilarski.

## Odznaczenia
|  | Nazwa                                     | Rok  | Miejsce nadania |
|  | ----------------------------------------- | ---- | --------------- |
|  | Krzyż Walecznych                          | 1949 | Londyn          |
|  | Krzyż Walecznych                          | 1966 | Warszawa        |
|  | Medal Wojska (nadany czterokrotnie)       | 1967 | Londyn          |
|  | Krzyż Armii Krajowej                      | 1967 | Londyn          |
|  | Krzyż Partyzancki                         | 1968 | Warszawa        |
|  | Medal Zwycięstwa i Wolności 1945          | 1969 | Warszawa        |
|  | Krzyż Kawalerski Orderu Odrodzenia Polski | 1981 | Warszawa        |